# Университет Санта-Клары
Университет Санта-Клары (англ. Santa Clara University) — американский частный некоммерческий иезуитский университет, который расположен в городе Санта-Клара штата Калифорния.
Основанный в 1851 году, Университет Санта-Клары является старейшим из ныне действующих высших учебных заведений в Калифорнии, кроме того учреждение не меняло свое оригинальное местоположение в течение всей своей истории. В университете обучается 5435 студентов и 3335 аспирантов.

## История
В январе 1777 года испанский монах-францисканец, святой Хуниперо Серра основал миссию Санта-Клара в качестве восьмой из 21-й миссий в Верхней Калифорнии. Миссия процветала более 50 лет, но, начиная с 1830-х годов, в связи с государственной политикой, проводимой через закон секуляризации Мексики, миссия и её здания пришли в упадок. Епископ Монтерея, доминиканец Джозеф Алемани, в 1851 году предложил это место итальянским иезуитам Джону Нобили и Майклу Аккольти (Michael Accolti) при условии, что они создадут здесь учебное учреждение для растущего католического населения Калифорнии.
Первые два колледжа Калифорнии были основаны в разгар золотой лихорадки в 1851 году, оба в небольшом сельскохозяйственном городке Санта-Клара. Менее чем за год после того, как Калифорния официально получила статус штата, Колледж Санта-Клары (Santa Clara College, на его основе позже и был создан нынешний университет), стал первым, открывшим свои двери для студентов, и таким образом считается самым старым из функционирующих высших учебных заведений Калифорнии.
В 1912 году Колледж Санта-Клары стал Университетом Санта-Клары (University of Santa Clara) и добавил себе Школы инженерии и Школу права. В 1925 году в университете была основана Школа бизнеса Ливи.
Впервые женщин стали принимать в вуз 1961 году в университет, что сделало Университет Санта-Клары первым католическим университетом в Калифорнии, который принимал как мужчин, так и женщин. В 1985 году, отчасти во избежание путаницы с Университетом Южной Калифорнии, имеющим похожее сокращённое название USC, Университет Санта-Клары изменил свое название в своём английском написании — Santa Clara University. В 2012 году Университет Санта-Клары отпраздновал 50-летие того события, когда женщинам разрешили в нём обучение.

## Деятельность
Университет Санта-Клары имеет шесть академических подразделений:
- School of Arts and Sciences,
- School of Education and Counseling Psychology,
- SCU Leavey School of Business,
- School of Engineering,
- Jesuit School of Theology,
- the School of Law.

Главный кампус университета находится в Санта-Кларе, хотя значительная его часть расположена с Сан-Хосе, штат Калифорния.

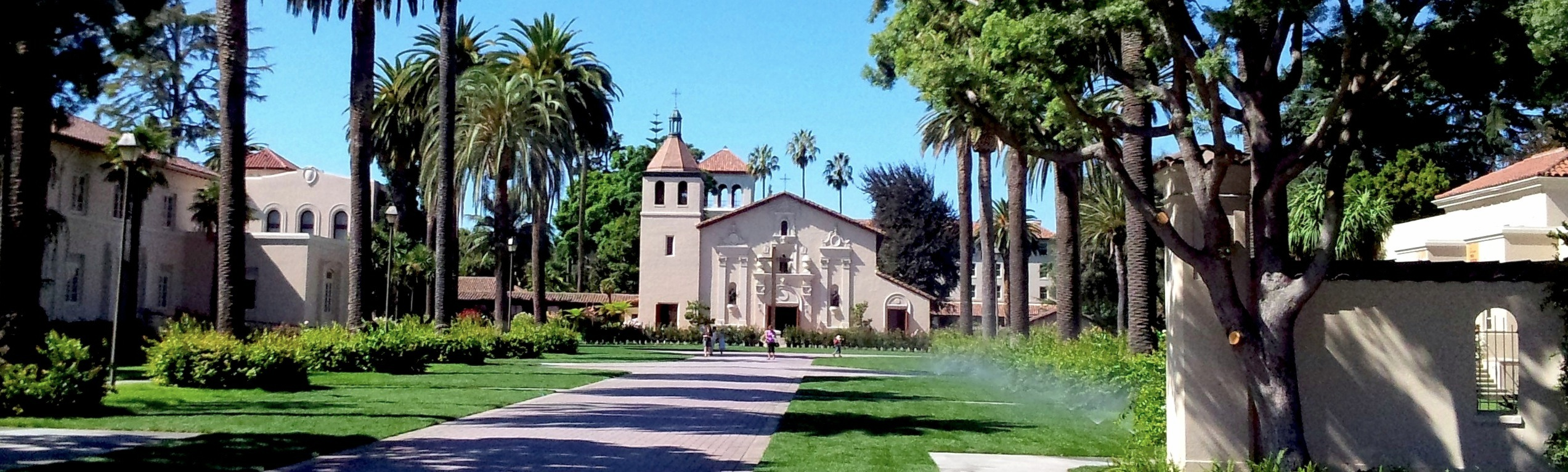
Миссия Санта-Клара-де-Асис находится в сердце кампуса Университета

### Президенты
За всю историю Университета Санта-Клары его президентами становились 28 человек. С 1985 года, когда университет обрёл своё настоящее название, его возглавляли:
- Уильям Ревак[англ.] (1976—1988)
- Пол Локателли[англ.] (1988—2008)
- Майкл Энг[англ.] (2009—2019)

С 1 июля 2019 года президентом университета был Кевин О’Брайен, но 10 мая 2021 года он был отправлен в отставку, так как началось расследование его предполагаемого ненадлежащего поведения.
С 2021 года 30-м президентом Университета Санта-Клары стала первая за всю его историю женщина-мирянин, признанный специалист в области католического высшего образования — Джулия Салливан.

### Выпускники
- Стив Нэш — канадский профессиональный баскетболист.
- Талли Маршалл — американский актёр.
- Шимар Мур — американский актёр.
- Джанет Наполитано — губернатор Аризоны с 2002 до 2009 года.
- Джерри Браун, губернатор штата Калифорния в 1975—1983 годах.
- Халед Хоссейни — писатель и врач, американец афганского происхождения.
- Леон Панетта — 23-й министр обороны США.
- Джеймс Дуглас — писатель, христианский богослов и гражданский активист.

См.: выпускники Университета Санта-Клары.